# イワン・シラーエフ
イワン・ステパノヴィチ・シラーエフ (ロシア語: Иван Степа́нович Сила́ев, tr. イヴァン・スチパーナヴィチ・スィラーイェフ、ロシア語ラテン翻字: Ivan Stepanovich Silaev, 1930年10月21日 - 2023年2月8日）は、ソビエト連邦の政治家。ボリス・エリツィンの下で、1990年6月からロシア共和国首相を務め、ソ連8月クーデター後、ソ連国民経済管理委員会委員長として実質的にソ連最後の首相を務めた。

## 来歴・人物
ソ連ロシア連邦共和国のニジニ・ノヴゴロド州に生まれる。1954年、カザン航空大学を卒業後、航空機製造工場、ソ連航空工業省に勤務し、航空工業大臣。1985年からミハイル・ゴルバチョフ書記長のもと、ソ連副首相、機械製作本部議長を兼務する。1990年6月からロシア連邦共和国の首相に就任する。急進改革派のエリツィン最高会議議長（のち大統領）と、ソ連共産党保守派のイワン・ポロスコフロシア共産党第一書記の間にあって、シラーエフはゴルバチョフ系の中間派に位置する経済実務の責任者であった。1991年8月のクーデターではエリツィンとともにあって、ロシア最高会議ビル（ホワイトハウス）に籠城し、クーデター失敗後、アレクサンドル・ルツコイ副大統領らとクリミア半島に飛び、ゴルバチョフを無事に救出した。1991年9月26日、新設されたソ連国民経済管理委員会委員長に就任。「経済首相」とも呼べる地位に就き、ゴルバチョフとともにソ連経済再建に着手する寸前にソ連は崩壊した。その後、シラーエフは新生ロシアのEU代表となった。
2023年2月8日、死去。92歳没。